# Cornisepta
Cornisepta is een geslacht van weekdieren uit de klasse van de Gastropoda (slakken).

## Soorten
- Cornisepta acuminata (Watson, 1883)
- Cornisepta aninga Simone & Cunha, 2014
- Cornisepta antarctica (Egorova, 1972)
- Cornisepta arrepiata Simone & Cunha, 2014
- Cornisepta festiva (Crozier, 1966)
- Cornisepta fumarium (Hedley, 1911)
- Cornisepta guzmani Araya & Geiger, 2013
- Cornisepta levinae McLean & Geiger, 1998
- Cornisepta microphyma (Dautzenberg & Fischer, 1896)
- Cornisepta monsfuji Chino, 2009
- Cornisepta onychoides (Herbert & Kilburn, 1986)
- Cornisepta pacifica (Cowan, 1969)
- Cornisepta rostrata (Seguenza, 1863)
- Cornisepta soyoae (Habe, 1951)
- Cornisepta uirapa Simone & Cunha, 2014
- Cornisepta verenae McLean & Geiger, 1998